# Pheidole simoni
Pheidole simoni är en myrart som beskrevs av Carlo Emery 1893. Pheidole simoni ingår i släktet Pheidole och familjen myror. Inga underarter finns listade i Catalogue of Life.